# オハイオ州選出のアメリカ合衆国上院議員
オハイオ州は、第1部および第3部の上院議員を各1名選出してきた。 現在の上院議員は、バーニー・モレノとジョン・ハステッドである。

## 上院議員一覧
| 第1部 第1部は西暦年を6で除算したときの剰余が1と等しい年が任期末である。最近では2006年,2012年,2018年,2024年に改選されている。次の選挙は2030年を予定している。 | 第1部 第1部は西暦年を6で除算したときの剰余が1と等しい年が任期末である。最近では2006年,2012年,2018年,2024年に改選されている。次の選挙は2030年を予定している。 | 第1部 第1部は西暦年を6で除算したときの剰余が1と等しい年が任期末である。最近では2006年,2012年,2018年,2024年に改選されている。次の選挙は2030年を予定している。 | 第1部 第1部は西暦年を6で除算したときの剰余が1と等しい年が任期末である。最近では2006年,2012年,2018年,2024年に改選されている。次の選挙は2030年を予定している。 | 第1部 第1部は西暦年を6で除算したときの剰余が1と等しい年が任期末である。最近では2006年,2012年,2018年,2024年に改選されている。次の選挙は2030年を予定している。 | 第1部 第1部は西暦年を6で除算したときの剰余が1と等しい年が任期末である。最近では2006年,2012年,2018年,2024年に改選されている。次の選挙は2030年を予定している。 | 議会                                                                 | 第3部 第3部の上院議員は西暦年を6で除算したときの剰余が5と等しい年が任期末である。最近では2004年,2010年,2016年,2022年に改選されている。次の選挙は2026年(補選)、,2028年を予定している。 | 第3部 第3部の上院議員は西暦年を6で除算したときの剰余が5と等しい年が任期末である。最近では2004年,2010年,2016年,2022年に改選されている。次の選挙は2026年(補選)、,2028年を予定している。 | 第3部 第3部の上院議員は西暦年を6で除算したときの剰余が5と等しい年が任期末である。最近では2004年,2010年,2016年,2022年に改選されている。次の選挙は2026年(補選)、,2028年を予定している。 | 第3部 第3部の上院議員は西暦年を6で除算したときの剰余が5と等しい年が任期末である。最近では2004年,2010年,2016年,2022年に改選されている。次の選挙は2026年(補選)、,2028年を予定している。 | 第3部 第3部の上院議員は西暦年を6で除算したときの剰余が5と等しい年が任期末である。最近では2004年,2010年,2016年,2022年に改選されている。次の選挙は2026年(補選)、,2028年を予定している。 | 第3部 第3部の上院議員は西暦年を6で除算したときの剰余が5と等しい年が任期末である。最近では2004年,2010年,2016年,2022年に改選されている。次の選挙は2026年(補選)、,2028年を予定している。 |
| # | 氏名 | 所属政党 | 在職期間 | 選挙歴 | 任期 | 議会                                                                 | 任期 | 選挙歴 | 在職期間 | 所属政党 | 氏名 | # |
| 1 | ジョン・スミス | 民主 共和党 | 1803年4月1日 – 1808年4月25日 | 1803年選出 辞職 | 1 | 8                                                                    | 1 | 1803年選出 引退 | 1803年4月1日 – 1807年3月3日 | 民主 共和党 | トーマス・ワージントン | 1 |
| 1 | ジョン・スミス | 民主 共和党 | 1803年4月1日 – 1808年4月25日 | 1803年選出 辞職 | 1 | 9                                                                    | 1 | 1803年選出 引退 | 1803年4月1日 – 1807年3月3日 | 民主 共和党 | トーマス・ワージントン | 1 |
| 1 | ジョン・スミス | 民主 共和党 | 1803年4月1日 – 1808年4月25日 | 1803年選出 辞職 | 1 | 10                                                                   | 2 | 1806年選出 辞職 | 1807年3月4日 – 1809年3月3日 | 民主 共和党 | エドワード・ティフィン | 2 |
| 空席 | 空席 | 空席 | 1808年4月25日 – 1808年12月12日 | | 1 | 10                                                                   | 2 | 1806年選出 辞職 | 1807年3月4日 – 1809年3月3日 | 民主 共和党 | エドワード・ティフィン | 2 |
| 2 | リターン・ジョナサン・メグス | 民主 共和党 | 1808年12月12日 – 1810年12月8日 | スミスの任期を満了するため選出 | 1 | 10                                                                   | 2 | 1806年選出 辞職 | 1807年3月4日 – 1809年3月3日 | 民主 共和党 | エドワード・ティフィン | 2 |
| 2 | リターン・ジョナサン・メグス | 民主 共和党 | 1808年12月12日 – 1810年12月8日 | 1809年再選 オハイオ州知事就任のため辞職 | 2 | 11                                                                   | 2 | | 1809年3月4日 – 1809年3月18日 | 空席 | 空席 | 空席 |
| 2 | リターン・ジョナサン・メグス | 民主 共和党 | 1808年12月12日 – 1810年12月8日 | 1809年再選 オハイオ州知事就任のため辞職 | 2 | 11                                                                   | 2 | ティフィンの任期を満了するため任命 後継選出時に引退 | 1809年5月18日 – 1809年12月11日 | 民主 共和党 | スタンリー・グリズウォルド | 3 |
| 空席 | 空席 | 空席 | 1810年12月8日 – 1810年12月15日 | | 2 | 11                                                                   | 2 | ティフィンの任期を満了するため任命 後継選出時に引退 | 1809年5月18日 – 1809年12月11日 | 民主 共和党 | スタンリー・グリズウォルド | 3 |
| 空席 | 空席 | 空席 | 1810年12月8日 – 1810年12月15日 | ティフィンの任期を満了するため選出 引退 | 2 | 11                                                                   | 2 | 1809年12月11日 – 1813年3月3日 | 民主 共和党 | アレクサンダー・キャンベル | 4 | |
| 3 | トーマス・ワージントン | 民主 共和党 | 1810年12月15日 – 1814年12月1日 | ティフィンの任期を満了するため選出 引退 | 2 | 11                                                                   | 2 | 1809年12月11日 – 1813年3月3日 | 民主 共和党 | アレクサンダー・キャンベル | 4 | メグスの任期を満了するため選出 オハイオ州知事就任のため辞職 |
| 3 | トーマス・ワージントン | 民主 共和党 | 1810年12月15日 – 1814年12月1日 | ティフィンの任期を満了するため選出 引退 | 2 | 12                                                                   | 2 | 1809年12月11日 – 1813年3月3日 | 民主 共和党 | アレクサンダー・キャンベル | 4 | メグスの任期を満了するため選出 オハイオ州知事就任のため辞職 |
| 3 | トーマス・ワージントン | 民主 共和党 | 1810年12月15日 – 1814年12月1日 | 13 | 2 | 3                                                                    | 1813年選出 引退 | 1813年3月4日 – 1819年3月3日 | 民主 共和党 | ジェレマイア・モロー | 5 | メグスの任期を満了するため選出 オハイオ州知事就任のため辞職 |
| 空席 | 空席 | 空席 | 1814年12月1日 – 1814年12月10日 | 13 | 2 | 3                                                                    | 1813年選出 引退 | 1813年3月4日 – 1819年3月3日 | 民主 共和党 | ジェレマイア・モロー | 5 | |
| 4 | ジョーゼフ・カー | 民主 共和党 | 1814年12月10日 – 1815年3月3日 | 13 | 2 | 3                                                                    | 1813年選出 引退 | 1813年3月4日 – 1819年3月3日 | 民主 共和党 | ジェレマイア・モロー | 5 | ワージントンの任期を満了するため選出 引退 |
| 5 | ベンジャミン・ラグルズ | 民主 共和党 | 1815年3月4日 – 1833年3月3日 | 1815年選出 | 3 | 3                                                                    | 1813年選出 引退 | 1813年3月4日 – 1819年3月3日 | 民主 共和党 | ジェレマイア・モロー | 5 | 14 |
| 5 | ベンジャミン・ラグルズ | 民主 共和党 | 1815年3月4日 – 1833年3月3日 | 1815年選出 | 3 | 3                                                                    | 1813年選出 引退 | 1813年3月4日 – 1819年3月3日 | 民主 共和党 | ジェレマイア・モロー | 5 | 15 |
| 5 | ベンジャミン・ラグルズ | 民主 共和党 | 1815年3月4日 – 1833年3月3日 | 1815年選出 | 3 | 16                                                                   | 4 | 1819年選出 死去 | 1819年3月4日 – 1821年12月13日 | 民主 共和党 | ウィリアム・A・トリンブル | 6 |
| 5 | ベンジャミン・ラグルズ | 民主 共和党 | 1815年3月4日 – 1833年3月3日 | 1821年再選 | 4 | 17                                                                   | 4 | 1819年選出 死去 | 1819年3月4日 – 1821年12月13日 | 民主 共和党 | ウィリアム・A・トリンブル | 6 |
| 5 | ベンジャミン・ラグルズ | 民主 共和党 | 1815年3月4日 – 1833年3月3日 | 1821年再選 | 4 | 17                                                                   | 4 | | 1821年12月13日 – 1822年1月3日 | 空席 | 空席 | 空席 |
| 5 | ベンジャミン・ラグルズ | 民主 共和党 | 1815年3月4日 – 1833年3月3日 | 1821年再選 | 4 | 17                                                                   | 4 | トリンブルの任期を満了するため選出 再選に失敗 | 1822年1月3日 – 1825年3月3日 | 民主 共和党 | イーサン・ブラウン | 7 |
| 5 | ベンジャミン・ラグルズ | クロウフォード 共和党 | 1815年3月4日 – 1833年3月3日 | 1821年再選 | 4 | 18                                                                   | 4 | トリンブルの任期を満了するため選出 再選に失敗 | 1822年1月3日 – 1825年3月3日 | アダムス・クレイ 共和党 | イーサン・ブラウン | 7 |
| 5 | ベンジャミン・ラグルズ | 反 ジャクソン党 | 1815年3月4日 – 1833年3月3日 | 1821年再選 | 4 | 19                                                                   | 5 | 1824年選出 駐コロンビア公使就任のため辞職 | 1825年3月4日 – 1828年5月20日 | 反 ジャクソン党 | ウィリアム・ハリソン | 8 |
| 5 | ベンジャミン・ラグルズ | アダムス党 | 1815年3月4日 – 1833年3月3日 | 1827年再選 引退 | 5 | 20                                                                   | 5 | 1824年選出 駐コロンビア公使就任のため辞職 | 1825年3月4日 – 1828年5月20日 | アダムス党 | ウィリアム・ハリソン | 8 |
| 5 | ベンジャミン・ラグルズ | アダムス党 | 1815年3月4日 – 1833年3月3日 | 1827年再選 引退 | 5 | 20                                                                   | 5 | | 1828年5月20日 – 1828年12月10日 | 空席 | 空席 | 空席 |
| 5 | ベンジャミン・ラグルズ | アダムス党 | 1815年3月4日 – 1833年3月3日 | 1827年再選 引退 | 5 | 20                                                                   | 5 | ハリソンの任期を満了するため選出 引退 | 1828年12月10日 – 1831年3月3日 | アダムス党 | ジェイコブ・バーネット | 9 |
| 5 | ベンジャミン・ラグルズ | 反 ジャクソン党 | 1815年3月4日 – 1833年3月3日 | 1827年再選 引退 | 5 | 21                                                                   | 5 | ハリソンの任期を満了するため選出 引退 | 1828年12月10日 – 1831年3月3日 | 反 ジャクソン党 | ジェイコブ・バーネット | 9 |
| 5 | ベンジャミン・ラグルズ | 反 ジャクソン党 | 1815年3月4日 – 1833年3月3日 | 1827年再選 引退 | 5 | 22                                                                   | 6 | 1830年選出 再選に失敗 | 1831年3月4日 – 1837年3月3日 | 反 ジャクソン党 | トマス・ユーイング | 10 |
| 6 | トマス・モリス | ジャクソン党 | 1833年3月4日 – 1839年3月3日 | 1833年選出 引退 | 6 | 23                                                                   | 6 | 1830年選出 再選に失敗 | 1831年3月4日 – 1837年3月3日 | 反 ジャクソン党 | トマス・ユーイング | 10 |
| 6 | トマス・モリス | ジャクソン党 | 1833年3月4日 – 1839年3月3日 | 1833年選出 引退 | 6 | 24                                                                   | 6 | 1830年選出 再選に失敗 | 1831年3月4日 – 1837年3月3日 | 反 ジャクソン党 | トマス・ユーイング | 10 |
| 6 | トマス・モリス | 民主党 | 1833年3月4日 – 1839年3月3日 | 1833年選出 引退 | 6 | 25                                                                   | 7 | 1837年選出 | 1837年3月4日 – 1849年3月3日 | 民主党 | ウィリアム・アレン | 11 |
| 7 | ベンジャミン・タッパン | 民主党 | 1839年3月4日 – 1845年3月3日 | 1838年選出 引退 | 7 | 26                                                                   | 7 | 1837年選出 | 1837年3月4日 – 1849年3月3日 | 民主党 | ウィリアム・アレン | 11 |
| 7 | ベンジャミン・タッパン | 民主党 | 1839年3月4日 – 1845年3月3日 | 1838年選出 引退 | 7 | 27                                                                   | 7 | 1837年選出 | 1837年3月4日 – 1849年3月3日 | 民主党 | ウィリアム・アレン | 11 |
| 7 | ベンジャミン・タッパン | 民主党 | 1839年3月4日 – 1845年3月3日 | 1838年選出 引退 | 7 | 28                                                                   | 8 | 1842年再選 再選に失敗 | 1837年3月4日 – 1849年3月3日 | 民主党 | ウィリアム・アレン | 11 |
| 8 | トマス・コーウィン | ホイッグ党 | 1845年3月4日 – 1850年7月20日 | 1844年12月5日選出 財務長官就任のため辞職 | 8 | 29                                                                   | 8 | 1842年再選 再選に失敗 | 1837年3月4日 – 1849年3月3日 | 民主党 | ウィリアム・アレン | 11 |
| 8 | トマス・コーウィン | ホイッグ党 | 1845年3月4日 – 1850年7月20日 | 1844年12月5日選出 財務長官就任のため辞職 | 8 | 30                                                                   | 8 | 1842年再選 再選に失敗 | 1837年3月4日 – 1849年3月3日 | 民主党 | ウィリアム・アレン | 11 |
| 8 | トマス・コーウィン | ホイッグ党 | 1845年3月4日 – 1850年7月20日 | 1844年12月5日選出 財務長官就任のため辞職 | 8 | 31                                                                   | 9 | 1849年選出 引退 | 1849年3月4日 – 1855年3月3日 | 自由土地党 | サーモン・チェイス | 12 |
| 9 | トマス・ユーイング | ホイッグ党 | 1850年7月20日 – 1851年3月3日 | コーインの任期を満了するため任命 再選に失敗 | 8 | 31                                                                   | 9 | 1849年選出 引退 | 1849年3月4日 – 1855年3月3日 | 自由土地党 | サーモン・チェイス | 12 |
| 空席 | 空席 | 空席 | 1851年3月4日 – 1851年3月15日 | | 9 | 32                                                                   | 9 | 1849年選出 引退 | 1849年3月4日 – 1855年3月3日 | 自由土地党 | サーモン・チェイス | 12 |
| 10 | ベンジャミン・ウェイド | ホイッグ党 | 1851年3月15日 – 1869年3月3日 | 1851年3月15日選出 | 9 | 32                                                                   | 9 | 1849年選出 引退 | 1849年3月4日 – 1855年3月3日 | 自由土地党 | サーモン・チェイス | 12 |
| 10 | ベンジャミン・ウェイド | ホイッグ党 | 1851年3月15日 – 1869年3月3日 | 1851年3月15日選出 | 9 | 33                                                                   | 9 | 1849年選出 引退 | 1849年3月4日 – 1855年3月3日 | 自由土地党 | サーモン・チェイス | 12 |
| 10 | ベンジャミン・ウェイド | 共和党 | 1851年3月15日 – 1869年3月3日 | 1851年3月15日選出 | 9 | 34                                                                   | 10 | 1854年選出 再選に失敗 | 1855年3月4日 – 1861年3月3日 | 民主党 | ジョージ・E・ピュー | 13 |
| 10 | ベンジャミン・ウェイド | 共和党 | 1851年3月15日 – 1869年3月3日 | 1856年再選 | 10 | 35                                                                   | 10 | 1854年選出 再選に失敗 | 1855年3月4日 – 1861年3月3日 | 民主党 | ジョージ・E・ピュー | 13 |
| 10 | ベンジャミン・ウェイド | 共和党 | 1851年3月15日 – 1869年3月3日 | 1856年再選 | 10 | 36                                                                   | 10 | 1854年選出 再選に失敗 | 1855年3月4日 – 1861年3月3日 | 民主党 | ジョージ・E・ピュー | 13 |
| 10 | ベンジャミン・ウェイド | 共和党 | 1851年3月15日 – 1869年3月3日 | 1856年再選 | 10 | 37                                                                   | 11 | 1860年選出 財務長官就任のため辞職 | 1861年3月4日 – 1861年3月6日 | 共和党 | サーモン・チェイス | 14 |
| 10 | ベンジャミン・ウェイド | 共和党 | 1851年3月15日 – 1869年3月3日 | 1856年再選 | 10 | 37                                                                   | 11 | | 1861年3月6日 – 1861年3月21日 | 空席 | 空席 | 空席 |
| 10 | ベンジャミン・ウェイド | 共和党 | 1851年3月15日 – 1869年3月3日 | 1856年再選 | 10 | 37                                                                   | 11 | チェイスの任期を満了するため選出 | 1861年3月21日 – 1877年3月8日 | 共和党 | ジョン・シャーマン | 15 |
| 10 | ベンジャミン・ウェイド | 共和党 | 1851年3月15日 – 1869年3月3日 | 1863年再選 再指名に失敗 | 11 | 38                                                                   | 11 | チェイスの任期を満了するため選出 | 1861年3月21日 – 1877年3月8日 | 共和党 | ジョン・シャーマン | 15 |
| 10 | ベンジャミン・ウェイド | 共和党 | 1851年3月15日 – 1869年3月3日 | 1863年再選 再指名に失敗 | 11 | 39                                                                   | 11 | チェイスの任期を満了するため選出 | 1861年3月21日 – 1877年3月8日 | 共和党 | ジョン・シャーマン | 15 |
| 10 | ベンジャミン・ウェイド | 共和党 | 1851年3月15日 – 1869年3月3日 | 1863年再選 再指名に失敗 | 11 | 40                                                                   | 12 | 1866年再選 | 1861年3月21日 – 1877年3月8日 | 共和党 | ジョン・シャーマン | 15 |
| 11 | アレン・G・サーマン | 民主党 | 1869年3月4日 – 1881年3月3日 | 1868年選出 | 12 | 41                                                                   | 12 | 1866年再選 | 1861年3月21日 – 1877年3月8日 | 共和党 | ジョン・シャーマン | 15 |
| 11 | アレン・G・サーマン | 民主党 | 1869年3月4日 – 1881年3月3日 | 1868年選出 | 12 | 42                                                                   | 12 | 1866年再選 | 1861年3月21日 – 1877年3月8日 | 共和党 | ジョン・シャーマン | 15 |
| 11 | アレン・G・サーマン | 民主党 | 1869年3月4日 – 1881年3月3日 | 1868年選出 | 12 | 43                                                                   | 13 | 1872年再選 財務長官就任のため辞職 | 1861年3月21日 – 1877年3月8日 | 共和党 | ジョン・シャーマン | 15 |
| 11 | アレン・G・サーマン | 民主党 | 1869年3月4日 – 1881年3月3日 | 1874年再選 再選に失敗 | 13 | 44                                                                   | 13 | 1872年再選 財務長官就任のため辞職 | 1861年3月21日 – 1877年3月8日 | 共和党 | ジョン・シャーマン | 15 |
| 11 | アレン・G・サーマン | 民主党 | 1869年3月4日 – 1881年3月3日 | 1874年再選 再選に失敗 | 13 | 45                                                                   | 13 | 1872年再選 財務長官就任のため辞職 | 1861年3月21日 – 1877年3月8日 | 共和党 | ジョン・シャーマン | 15 |
| 11 | アレン・G・サーマン | 民主党 | 1869年3月4日 – 1881年3月3日 | 1874年再選 再選に失敗 | 13 |                                                                      | 13 | 1877年3月8日 – 1877年3月21日 | 空席 | 空席 | 空席 | |
| 11 | アレン・G・サーマン | 民主党 | 1869年3月4日 – 1881年3月3日 | 1874年再選 再選に失敗 | 13 | シャーマンの任期を満了するため選出 引退                              | 13 | 1877年3月21日 – 1879年3月3日 | 共和党 | スタンリー・マシューズ | 16 | |
| 11 | アレン・G・サーマン | 民主党 | 1869年3月4日 – 1881年3月3日 | 1874年再選 再選に失敗 | 13 | 46                                                                   | 14 | 選出年不明 再指名に失敗 | 1879年3月4日 – 1885年3月3日 | 民主党 | ジョージ・H・ペンドルトン | 17 |
| 12 | ジョン・シャーマン | 共和党 | 1881年3月4日 – 1897年3月3日 | 1881年選出 | 14 | 47                                                                   | 14 | 選出年不明 再指名に失敗 | 1879年3月4日 – 1885年3月3日 | 民主党 | ジョージ・H・ペンドルトン | 17 |
| 12 | ジョン・シャーマン | 共和党 | 1881年3月4日 – 1897年3月3日 | 1881年選出 | 14 | 48                                                                   | 14 | 選出年不明 再指名に失敗 | 1879年3月4日 – 1885年3月3日 | 民主党 | ジョージ・H・ペンドルトン | 17 |
| 12 | ジョン・シャーマン | 共和党 | 1881年3月4日 – 1897年3月3日 | 1881年選出 | 14 | 49                                                                   | 15 | 1884年1月15日選出. 引退 | 1885年3月4日 – 1891年3月3日 | 民主党 | ヘンリー・B・ペイン | 18 |
| 12 | ジョン・シャーマン | 共和党 | 1881年3月4日 – 1897年3月3日 | 1886年再選 | 15 | 50                                                                   | 15 | 1884年1月15日選出. 引退 | 1885年3月4日 – 1891年3月3日 | 民主党 | ヘンリー・B・ペイン | 18 |
| 12 | ジョン・シャーマン | 共和党 | 1881年3月4日 – 1897年3月3日 | 1886年再選 | 15 | 51                                                                   | 15 | 1884年1月15日選出. 引退 | 1885年3月4日 – 1891年3月3日 | 民主党 | ヘンリー・B・ペイン | 18 |
| 12 | ジョン・シャーマン | 共和党 | 1881年3月4日 – 1897年3月3日 | 1886年再選 | 15 | 52                                                                   | 16 | 1890年選出 再選に失敗 | 1891年3月4日 – 1897年3月3日 | 民主党 | カルヴァン・S・ブライス | 19 |
| 12 | ジョン・シャーマン | 共和党 | 1881年3月4日 – 1897年3月3日 | 1892年再選 辞職 | 16 | 53                                                                   | 16 | 1890年選出 再選に失敗 | 1891年3月4日 – 1897年3月3日 | 民主党 | カルヴァン・S・ブライス | 19 |
| 12 | ジョン・シャーマン | 共和党 | 1881年3月4日 – 1897年3月3日 | 1892年再選 辞職 | 16 | 54                                                                   | 16 | 1890年選出 再選に失敗 | 1891年3月4日 – 1897年3月3日 | 民主党 | カルヴァン・S・ブライス | 19 |
| 12 | ジョン・シャーマン | 共和党 | 1881年3月4日 – 1897年3月3日 | 1892年再選 辞職 | 16 | 55                                                                   | 17 | 1896年選出 | 1897年3月4日 – 1909年3月3日 | 共和党 | ジョセフ・ベンソン・フォラカー | 20 |
| 13 | マーク・ハンナ | 共和党 | 1897年3月5日 – 1904年2月15日 | シャーマンの任期を引き継ぐため任命 1898年1月12日シャーマンの任期を満了するため選出                                                                           | 16 | 55                                                                   | 17 | 1896年選出 | 1897年3月4日 – 1909年3月3日 | 共和党 | ジョセフ・ベンソン・フォラカー | 20 |
| 13 | マーク・ハンナ | 共和党 | 1897年3月5日 – 1904年2月15日 | 1898年1月12日次の任期に選出 死去 | 17 | 56                                                                   | 17 | 1896年選出 | 1897年3月4日 – 1909年3月3日 | 共和党 | ジョセフ・ベンソン・フォラカー | 20 |
| 13 | マーク・ハンナ | 共和党 | 1897年3月5日 – 1904年2月15日 | 1898年1月12日次の任期に選出 死去 | 17 | 57                                                                   | 17 | 1896年選出 | 1897年3月4日 – 1909年3月3日 | 共和党 | ジョセフ・ベンソン・フォラカー | 20 |
| 13 | マーク・ハンナ | 共和党 | 1897年3月5日 – 1904年2月15日 | 1898年1月12日次の任期に選出 死去 | 17 | 58                                                                   | 18 | 1902年1月15日再選 引退 | 1897年3月4日 – 1909年3月3日 | 共和党 | ジョセフ・ベンソン・フォラカー | 20 |
| 空席 | 空席 | 空席 | 1904年2月15日 – 1904年3月23日 | | 17 | 58                                                                   | 18 | 1902年1月15日再選 引退 | 1897年3月4日 – 1909年3月3日 | 共和党 | ジョセフ・ベンソン・フォラカー | 20 |
| 14 | チャールズ・W・F・ディック | 共和党 | 1904年3月23日 – 1911年3月3日 | 1904年3月2日ハンナの任期を引き継ぐため任命 | 17 | 58                                                                   | 18 | 1902年1月15日再選 引退 | 1897年3月4日 – 1909年3月3日 | 共和党 | ジョセフ・ベンソン・フォラカー | 20 |
| 14 | チャールズ・W・F・ディック | 共和党 | 1904年3月23日 – 1911年3月3日 | 1904年3月2日次の任期に選出 再選に失敗 | 18 | 59                                                                   | 18 | 1902年1月15日再選 引退 | 1897年3月4日 – 1909年3月3日 | 共和党 | ジョセフ・ベンソン・フォラカー | 20 |
| 14 | チャールズ・W・F・ディック | 共和党 | 1904年3月23日 – 1911年3月3日 | 1904年3月2日次の任期に選出 再選に失敗 | 18 | 60                                                                   | 18 | 1902年1月15日再選 引退 | 1897年3月4日 – 1909年3月3日 | 共和党 | ジョセフ・ベンソン・フォラカー | 20 |
| 14 | チャールズ・W・F・ディック | 共和党 | 1904年3月23日 – 1911年3月3日 | 1904年3月2日次の任期に選出 再選に失敗 | 18 | 61                                                                   | 19 | 1909年1月12日選出 引退 | 1909年3月4日 – 1915年3月3日 | 共和党 | セオドア・E・バートン | 21 |
| 15 | アトリー・ポメリーン | 民主党 | 1911年3月4日 – 1923年3月3日 | 1911年1月10日選出 | 19 | 62                                                                   | 19 | 1909年1月12日選出 引退 | 1909年3月4日 – 1915年3月3日 | 共和党 | セオドア・E・バートン | 21 |
| 15 | アトリー・ポメリーン | 民主党 | 1911年3月4日 – 1923年3月3日 | 1911年1月10日選出 | 19 | 63                                                                   | 19 | 1909年1月12日選出 引退 | 1909年3月4日 – 1915年3月3日 | 共和党 | セオドア・E・バートン | 21 |
| 15 | アトリー・ポメリーン | 民主党 | 1911年3月4日 – 1923年3月3日 | 1911年1月10日選出 | 19 | 64                                                                   | 20 | 1914年選出 大統領選出馬のため引退 大統領就任のため辞職 | 1915年3月4日 – 1921年1月13日 | 共和党 | ウォレン・ハーディング | 22 |
| 15 | アトリー・ポメリーン | 民主党 | 1911年3月4日 – 1923年3月3日 | 1916年再選 再選 | 20 | 65                                                                   | 20 | 1914年選出 大統領選出馬のため引退 大統領就任のため辞職 | 1915年3月4日 – 1921年1月13日 | 共和党 | ウォレン・ハーディング | 22 |
| 15 | アトリー・ポメリーン | 民主党 | 1911年3月4日 – 1923年3月3日 | 1916年再選 再選 | 20 | 66                                                                   | 20 | 1914年選出 大統領選出馬のため引退 大統領就任のため辞職 | 1915年3月4日 – 1921年1月13日 | 共和党 | ウォレン・ハーディング | 22 |
| 15 | アトリー・ポメリーン | 民主党 | 1911年3月4日 – 1923年3月3日 | 1916年再選 再選 | 20 | ハーディングの任期を引き継ぐため任命。任命時、次の任期に選出済。     | 20 | 1921年1月14日 – 1928年3月30日 | 共和党 | フランク・バートレット・ウィリス | 23 | |
| 15 | アトリー・ポメリーン | 民主党 | 1911年3月4日 – 1923年3月3日 | 1916年再選 再選 | 20 | 67                                                                   | 21 | 1921年1月14日 – 1928年3月30日 | 共和党 | フランク・バートレット・ウィリス | 23 | 1920年選出 |
| 16 | シミオン・D・フェス | 民主党 | 1923年3月4日 – 1935年1月3日 | 1922年選出 | 21 | 68                                                                   | 21 | 1921年1月14日 – 1928年3月30日 | 共和党 | フランク・バートレット・ウィリス | 23 | 1920年選出 |
| 16 | シミオン・D・フェス | 民主党 | 1923年3月4日 – 1935年1月3日 | 1922年選出 | 21 | 69                                                                   | 21 | 1921年1月14日 – 1928年3月30日 | 共和党 | フランク・バートレット・ウィリス | 23 | 1920年選出 |
| 16 | シミオン・D・フェス | 民主党 | 1923年3月4日 – 1935年1月3日 | 1922年選出 | 21 | 70                                                                   | 22 | 1921年1月14日 – 1928年3月30日 | 共和党 | フランク・バートレット・ウィリス | 23 | 1926年再選 死去 |
| 16 | シミオン・D・フェス | 民主党 | 1923年3月4日 – 1935年1月3日 | 1922年選出 | 21 | 70                                                                   | 22 | | 1928年3月30日 – 1928年4月5日 | 空席 | 空席 | 空席 |
| 16 | シミオン・D・フェス | 民主党 | 1923年3月4日 – 1935年1月3日 | 1922年選出 | 21 | 70                                                                   | 22 | ウィリスの任期を引き継ぐため任命 補欠選挙で再指名に失敗 | 1928年4月5日 – 1928年12月14日 | 民主党 | サイラス・ロッチャー | 24 |
| 16 | シミオン・D・フェス | 民主党 | 1923年3月4日 – 1935年1月3日 | 1922年選出 | 21 | 70                                                                   | 22 | ウィリスの任期を満了するため選出 死去 | 1928年12月15日 – 1929年10月28日 | 共和党 | セオドア・E・バートン | 25 |
| 16 | シミオン・D・フェス | 民主党 | 1923年3月4日 – 1935年1月3日 | 1928年再選 再選に失敗 | 22 | 71                                                                   | 22 | ウィリスの任期を満了するため選出 死去 | 1928年12月15日 – 1929年10月28日 | 共和党 | セオドア・E・バートン | 25 |
| 16 | シミオン・D・フェス | 民主党 | 1923年3月4日 – 1935年1月3日 | 1928年再選 再選に失敗 | 22 | 71                                                                   | 22 | | 1929年10月28日 – 1929年11月5日 | 空席 | 空席 | 空席 |
| 16 | シミオン・D・フェス | 民主党 | 1923年3月4日 – 1935年1月3日 | 1928年再選 再選に失敗 | 22 | 71                                                                   | 22 | バートンの任期を引き継ぐため任命 補欠選挙で敗北 | 1929年11月5日 – 1930年11月30日 | 共和党 | ロスコウ・C・マカロック | 26 |
| 16 | シミオン・D・フェス | 民主党 | 1923年3月4日 – 1935年1月3日 | 1928年再選 再選に失敗 | 22 | 71                                                                   | 22 | 1930年11月4日バートンの任期を満了するため選出 | 1930年12月1日 – 1939年1月3日 | 民主党 | ロバート・J・バークリー | 27 |
| 16 | シミオン・D・フェス | 民主党 | 1923年3月4日 – 1935年1月3日 | 1928年再選 再選に失敗 | 22 | 72                                                                   | 22 | 1930年11月4日バートンの任期を満了するため選出 | 1930年12月1日 – 1939年1月3日 | 民主党 | ロバート・J・バークリー | 27 |
| 16 | シミオン・D・フェス | 民主党 | 1923年3月4日 – 1935年1月3日 | 1928年再選 再選に失敗 | 22 | 73                                                                   | 23 | 1932年再選 再選に失敗 | 1930年12月1日 – 1939年1月3日 | 民主党 | ロバート・J・バークリー | 27 |
| 17 | A・ヴィクター・ダナヒー | 民主党 | 1935年1月3日 – 1941年1月3日 | 1934年選出 引退 | 23 | 74                                                                   | 23 | 1932年再選 再選に失敗 | 1930年12月1日 – 1939年1月3日 | 民主党 | ロバート・J・バークリー | 27 |
| 17 | A・ヴィクター・ダナヒー | 民主党 | 1935年1月3日 – 1941年1月3日 | 1934年選出 引退 | 23 | 75                                                                   | 23 | 1932年再選 再選に失敗 | 1930年12月1日 – 1939年1月3日 | 民主党 | ロバート・J・バークリー | 27 |
| 17 | A・ヴィクター・ダナヒー | 民主党 | 1935年1月3日 – 1941年1月3日 | 1934年選出 引退 | 23 | 76                                                                   | 24 | 1938年選出 | 1939年1月3日 – 1953年7月31日 | 共和党 | ロバート・タフト | 28 |
| 18 | ハロルド・H・バートン | 共和党 | 1941年1月3日 – 1945年9月30日 | 1940年選出 合衆国最高裁判所判事に任命され辞職 | 24 | 77                                                                   | 24 | 1938年選出 | 1939年1月3日 – 1953年7月31日 | 共和党 | ロバート・タフト | 28 |
| 18 | ハロルド・H・バートン | 共和党 | 1941年1月3日 – 1945年9月30日 | 1940年選出 合衆国最高裁判所判事に任命され辞職 | 24 | 78                                                                   | 24 | 1938年選出 | 1939年1月3日 – 1953年7月31日 | 共和党 | ロバート・タフト | 28 |
| 18 | ハロルド・H・バートン | 共和党 | 1941年1月3日 – 1945年9月30日 | 1940年選出 合衆国最高裁判所判事に任命され辞職 | 24 | 79                                                                   | 25 | 1944年再選 | 1939年1月3日 – 1953年7月31日 | 共和党 | ロバート・タフト | 28 |
| 空席 | 空席 | 空席 | 1945年9月30日 – 1945年10月8日 | | 24 | 79                                                                   | 25 | 1944年再選 | 1939年1月3日 – 1953年7月31日 | 共和党 | ロバート・タフト | 28 |
| 19 | ジェイムズ・W・ハフマン | 民主党 | 1945年10月8日 – 1946年11月5日 | バートンの任期を引き継ぐため任命 後継選出時に引退 | 24 | 79                                                                   | 25 | 1944年再選 | 1939年1月3日 – 1953年7月31日 | 共和党 | ロバート・タフト | 28 |
| 20 | キングズリー・A・タフト | 共和党 | 1946年11月5日 – 1947年1月3日 | バートンの任期を満了するため選出 引退 | 24 | 79                                                                   | 25 | 1944年再選 | 1939年1月3日 – 1953年7月31日 | 共和党 | ロバート・タフト | 28 |
| 21 | ジョン・W・ブリッカー | 共和党 | 1947年1月3日 – 1959年1月3日 | 1946年選出 | 25 | 80                                                                   | 25 | 1944年再選 | 1939年1月3日 – 1953年7月31日 | 共和党 | ロバート・タフト | 28 |
| 21 | ジョン・W・ブリッカー | 共和党 | 1947年1月3日 – 1959年1月3日 | 1946年選出 | 25 | 81                                                                   | 25 | 1944年再選 | 1939年1月3日 – 1953年7月31日 | 共和党 | ロバート・タフト | 28 |
| 21 | ジョン・W・ブリッカー | 共和党 | 1947年1月3日 – 1959年1月3日 | 1946年選出 | 25 | 82                                                                   | 26 | 1950年再選 死去 | 1939年1月3日 – 1953年7月31日 | 共和党 | ロバート・タフト | 28 |
| 21 | ジョン・W・ブリッカー | 共和党 | 1947年1月3日 – 1959年1月3日 | 1952年再選 再選に失敗 | 26 | 83                                                                   | 26 | 1950年再選 死去 | 1939年1月3日 – 1953年7月31日 | 共和党 | ロバート・タフト | 28 |
| 21 | ジョン・W・ブリッカー | 共和党 | 1947年1月3日 – 1959年1月3日 | 1952年再選 再選に失敗 | 26 | 83                                                                   | 26 | | 1953年7月31日 – 1953年11月10日 | 空席 | 空席 | 空席 |
| 21 | ジョン・W・ブリッカー | 共和党 | 1947年1月3日 – 1959年1月3日 | 1952年再選 再選に失敗 | 26 | 83                                                                   | 26 | タフトの任期を引き継ぐため任命 補欠選挙で敗北 | 1953年11月10日 – 1954年12月2日 | 民主党 | トマス・A・バーク | 29 |
| 21 | ジョン・W・ブリッカー | 共和党 | 1947年1月3日 – 1959年1月3日 | 1952年再選 再選に失敗 | 26 | 83                                                                   | 26 | | 1954年12月2日 – 1954年12月16日 | 空席 | 空席 | 空席 |
| 21 | ジョン・W・ブリッカー | 共和党 | 1947年1月3日 – 1959年1月3日 | 1952年再選 再選に失敗 | 26 | 83                                                                   | 26 | タフトの任期を満了するため選出 再選に失敗 | 1954年12月16日 – 1957年1月3日 | 共和党 | ジョージ・H・ベンダー | 30 |
| 21 | ジョン・W・ブリッカー | 共和党 | 1947年1月3日 – 1959年1月3日 | 1952年再選 再選に失敗 | 26 | 84                                                                   | 26 | タフトの任期を満了するため選出 再選に失敗 | 1954年12月16日 – 1957年1月3日 | 共和党 | ジョージ・H・ベンダー | 30 |
| 21 | ジョン・W・ブリッカー | 共和党 | 1947年1月3日 – 1959年1月3日 | 1952年再選 再選に失敗 | 26 | 85                                                                   | 27 | 1956年選出 | 1957年1月3日 – 1969年1月3日 | 民主党 | フランク・J・ローシュ | 31 |
| 22 | スティーヴン・M・ヤング | 民主党 | 1959年1月3日 – 1971年1月3日 | 1958年選出 | 27 | 86                                                                   | 27 | 1956年選出 | 1957年1月3日 – 1969年1月3日 | 民主党 | フランク・J・ローシュ | 31 |
| 22 | スティーヴン・M・ヤング | 民主党 | 1959年1月3日 – 1971年1月3日 | 1958年選出 | 27 | 87                                                                   | 27 | 1956年選出 | 1957年1月3日 – 1969年1月3日 | 民主党 | フランク・J・ローシュ | 31 |
| 22 | スティーヴン・M・ヤング | 民主党 | 1959年1月3日 – 1971年1月3日 | 1958年選出 | 27 | 88                                                                   | 28 | 1962年再選 再指名に失敗 | 1957年1月3日 – 1969年1月3日 | 民主党 | フランク・J・ローシュ | 31 |
| 22 | スティーヴン・M・ヤング | 民主党 | 1959年1月3日 – 1971年1月3日 | 1964年再選 引退 | 28 | 89                                                                   | 28 | 1962年再選 再指名に失敗 | 1957年1月3日 – 1969年1月3日 | 民主党 | フランク・J・ローシュ | 31 |
| 22 | スティーヴン・M・ヤング | 民主党 | 1959年1月3日 – 1971年1月3日 | 1964年再選 引退 | 28 | 90                                                                   | 28 | 1962年再選 再指名に失敗 | 1957年1月3日 – 1969年1月3日 | 民主党 | フランク・J・ローシュ | 31 |
| 22 | スティーヴン・M・ヤング | 民主党 | 1959年1月3日 – 1971年1月3日 | 1964年再選 引退 | 28 | 91                                                                   | 29 | 1968年選出 司法長官就任のため辞職 | 1969年1月3日 – 1974年1月3日 | 共和党 | ウィリアム・B・サクスビー | 32 |
| 23 | ロバート・タフト・ジュニア | 共和党 | 1971年1月3日 – 1976年12月28日 | 1970年選出 再選に失敗後、辞職 | 29 | 92                                                                   | 29 | 1968年選出 司法長官就任のため辞職 | 1969年1月3日 – 1974年1月3日 | 共和党 | ウィリアム・B・サクスビー | 32 |
| 23 | ロバート・タフト・ジュニア | 共和党 | 1971年1月3日 – 1976年12月28日 | 1970年選出 再選に失敗後、辞職 | 29 | 93                                                                   | 29 | 1968年選出 司法長官就任のため辞職 | 1969年1月3日 – 1974年1月3日 | 共和党 | ウィリアム・B・サクスビー | 32 |
| 23 | ロバート・タフト・ジュニア | 共和党 | 1971年1月3日 – 1976年12月28日 | 1970年選出 再選に失敗後、辞職 | 29 | サクスビーの任期を満了するため任命 再指名に失敗後、辞職              | 29 | 1974年1月4日 – 1974年12月23日 | 民主党 | ハワード・メッツェンバウム | 33 | |
| 23 | ロバート・タフト・ジュニア | 共和党 | 1971年1月3日 – 1976年12月28日 | 1970年選出 再選に失敗後、辞職 | 29 | メッツェンバウムの任期を満了するため任命。任命時、次の任期に選出済。 | 29 | 1974年12月24日 – 1999年1月3日 | 民主党 | ジョン・ハーシェル・グレン | 34 | |
| 23 | ロバート・タフト・ジュニア | 共和党 | 1971年1月3日 – 1976年12月28日 | 1970年選出 再選に失敗後、辞職 | 29 | 94                                                                   | 30 | 1974年12月24日 – 1999年1月3日 | 民主党 | ジョン・ハーシェル・グレン | 34 | 1974年選出 |
| 24 | ハワード・メッツェンバウム | 民主党 | 1976年12月29日 – 1995年1月3日 | タフトの任期を満了するため任命。任命時、次の任期にも選出済。                                                                                                 | 29 | 94                                                                   | 30 | 1974年12月24日 – 1999年1月3日 | 民主党 | ジョン・ハーシェル・グレン | 34 | 1974年選出 |
| 24 | ハワード・メッツェンバウム | 民主党 | 1976年12月29日 – 1995年1月3日 | 1976年選出 | 30 | 95                                                                   | 30 | 1974年12月24日 – 1999年1月3日 | 民主党 | ジョン・ハーシェル・グレン | 34 | 1974年選出 |
| 24 | ハワード・メッツェンバウム | 民主党 | 1976年12月29日 – 1995年1月3日 | 1976年選出 | 30 | 96                                                                   | 30 | 1974年12月24日 – 1999年1月3日 | 民主党 | ジョン・ハーシェル・グレン | 34 | 1974年選出 |
| 24 | ハワード・メッツェンバウム | 民主党 | 1976年12月29日 – 1995年1月3日 | 1976年選出 | 30 | 97                                                                   | 31 | 1974年12月24日 – 1999年1月3日 | 民主党 | ジョン・ハーシェル・グレン | 34 | 1980年再選 |
| 24 | ハワード・メッツェンバウム | 民主党 | 1976年12月29日 – 1995年1月3日 | 1982年再選 | 31 | 98                                                                   | 31 | 1974年12月24日 – 1999年1月3日 | 民主党 | ジョン・ハーシェル・グレン | 34 | 1980年再選 |
| 24 | ハワード・メッツェンバウム | 民主党 | 1976年12月29日 – 1995年1月3日 | 1982年再選 | 31 | 99                                                                   | 31 | 1974年12月24日 – 1999年1月3日 | 民主党 | ジョン・ハーシェル・グレン | 34 | 1980年再選 |
| 24 | ハワード・メッツェンバウム | 民主党 | 1976年12月29日 – 1995年1月3日 | 1982年再選 | 31 | 100                                                                  | 32 | 1974年12月24日 – 1999年1月3日 | 民主党 | ジョン・ハーシェル・グレン | 34 | 1986年再選 |
| 24 | ハワード・メッツェンバウム | 民主党 | 1976年12月29日 – 1995年1月3日 | 1988年再選 引退 | 32 | 101                                                                  | 32 | 1974年12月24日 – 1999年1月3日 | 民主党 | ジョン・ハーシェル・グレン | 34 | 1986年再選 |
| 24 | ハワード・メッツェンバウム | 民主党 | 1976年12月29日 – 1995年1月3日 | 1988年再選 引退 | 32 | 102                                                                  | 32 | 1974年12月24日 – 1999年1月3日 | 民主党 | ジョン・ハーシェル・グレン | 34 | 1986年再選 |
| 24 | ハワード・メッツェンバウム | 民主党 | 1976年12月29日 – 1995年1月3日 | 1988年再選 引退 | 32 | 103                                                                  | 33 | 1974年12月24日 – 1999年1月3日 | 民主党 | ジョン・ハーシェル・グレン | 34 | 1992年再選 引退 |
| 25 | マイク・デウィン | 共和党 | 1995年1月3日 – 2007年1月3日 | 1994年選出 | 33 | 104                                                                  | 33 | 1974年12月24日 – 1999年1月3日 | 民主党 | ジョン・ハーシェル・グレン | 34 | 1992年再選 引退 |
| 25 | マイク・デウィン | 共和党 | 1995年1月3日 – 2007年1月3日 | 1994年選出 | 33 | 105                                                                  | 33 | 1974年12月24日 – 1999年1月3日 | 民主党 | ジョン・ハーシェル・グレン | 34 | 1992年再選 引退 |
| 25 | マイク・デウィン | 共和党 | 1995年1月3日 – 2007年1月3日 | 1994年選出 | 33 | 106                                                                  | 34 | 1998年選出 | 1999年1月3日 – 2011年1月3日 | 共和党 | ジョージ・ヴォイノヴィッチ | 35 |
| 25 | マイク・デウィン | 共和党 | 1995年1月3日 – 2007年1月3日 | 2000年再選 再選に失敗 | 34 | 107                                                                  | 34 | 1998年選出 | 1999年1月3日 – 2011年1月3日 | 共和党 | ジョージ・ヴォイノヴィッチ | 35 |
| 25 | マイク・デウィン | 共和党 | 1995年1月3日 – 2007年1月3日 | 2000年再選 再選に失敗 | 34 | 108                                                                  | 34 | 1998年選出 | 1999年1月3日 – 2011年1月3日 | 共和党 | ジョージ・ヴォイノヴィッチ | 35 |
| 25 | マイク・デウィン | 共和党 | 1995年1月3日 – 2007年1月3日 | 2000年再選 再選に失敗 | 34 | 109                                                                  | 35 | 2004年再選 引退 | 1999年1月3日 – 2011年1月3日 | 共和党 | ジョージ・ヴォイノヴィッチ | 35 |
| 26 | シェロッド・ブラウン | 民主党 | 2007年1月3日 – 2025年1月3日 | 2006年選出 | 35 | 110                                                                  | 35 | 2004年再選 引退 | 1999年1月3日 – 2011年1月3日 | 共和党 | ジョージ・ヴォイノヴィッチ | 35 |
| 26 | シェロッド・ブラウン | 民主党 | 2007年1月3日 – 2025年1月3日 | 2006年選出 | 35 | 111                                                                  | 35 | 2004年再選 引退 | 1999年1月3日 – 2011年1月3日 | 共和党 | ジョージ・ヴォイノヴィッチ | 35 |
| 26 | シェロッド・ブラウン | 民主党 | 2007年1月3日 – 2025年1月3日 | 2006年選出 | 35 | 112                                                                  | 36 | 2010年選出 | 2011年1月3日 – 2023年1月3日 | 共和党 | ロブ・ポートマン | 36 |
| 26 | シェロッド・ブラウン | 民主党 | 2007年1月3日 – 2025年1月3日 | 2012年再選 | 36 | 113                                                                  | 36 | 2010年選出 | 2011年1月3日 – 2023年1月3日 | 共和党 | ロブ・ポートマン | 36 |
| 26 | シェロッド・ブラウン | 民主党 | 2007年1月3日 – 2025年1月3日 | 2012年再選 | 36 | 114                                                                  | 36 | 2010年選出 | 2011年1月3日 – 2023年1月3日 | 共和党 | ロブ・ポートマン | 36 |
| 26 | シェロッド・ブラウン | 民主党 | 2007年1月3日 – 2025年1月3日 | 2012年再選 | 36 | 115                                                                  | 37 | 2016年再選 引退 | 2011年1月3日 – 2023年1月3日 | 共和党 | ロブ・ポートマン | 36 |
| 26 | シェロッド・ブラウン | 民主党 | 2007年1月3日 – 2025年1月3日 | 2018年再選再選に失敗 | 37 | 116                                                                  | 37 | 2016年再選 引退 | 2011年1月3日 – 2023年1月3日 | 共和党 | ロブ・ポートマン | 36 |
| 26 | シェロッド・ブラウン | 民主党 | 2007年1月3日 – 2025年1月3日 | 2018年再選再選に失敗 | 37 | 117                                                                  | 37 | 2016年再選 引退 | 2011年1月3日 – 2023年1月3日 | 共和党 | ロブ・ポートマン | 36 |
| 26 | シェロッド・ブラウン | 民主党 | 2007年1月3日 – 2025年1月3日 | 2018年再選再選に失敗 | 37 | 118                                                                  | 38 | 2022年選出副大統領就任のため辞職 | 2023年1月3日 – 2025年1月10日 | 共和党 | J・D・ヴァンス | 37 |
| 27 | バーニー・モレノ | 共和党 | 2025年1月3日 – 現職 | 2024年選出. | 38 | 119                                                                  | 38 | 2022年選出副大統領就任のため辞職 | 2023年1月3日 – 2025年1月10日 | 共和党 | J・D・ヴァンス | 37 |
| 27 | バーニー・モレノ | 共和党 | 2025年1月3日 – 現職 | 2024年選出. | 38 | 119                                                                  | 38 | | 2025年1月10日 – 2025年1月18日 | 空席 | 空席 | 空席 |
| 27 | バーニー・モレノ | 共和党 | 2025年1月3日 – 現職 | 2024年選出. | 38 | 119                                                                  | 38 | ヴァンス辞職により任命 | 2025年1月18日 – 現職 | 共和党 | ジョン・ハステッド | 38 |
| 27 | バーニー・モレノ | 共和党 | 2025年1月3日 – 現職 | 2024年選出. | 38 | 119                                                                  | 38 | 2026年補選実施予定 | | | | |
| 27 | バーニー・モレノ | 共和党 | 2025年1月3日 – 現職 | 2024年選出. | 38 | 120                                                                  | 38 | | | | | |
| 27 | バーニー・モレノ | 共和党 | 2025年1月3日 – 現職 | 2024年選出. | 38 | 121                                                                  | 39 | 2028年改選予定 | 2028年改選予定 | 2028年改選予定 | 2028年改選予定 | 2028年改選予定 |
| 2030年改選予定 | 2030年改選予定 | 2030年改選予定 | 2030年改選予定 | 2030年改選予定 | 39 | 122                                                                  | 39 | 2028年改選予定 | 2028年改選予定 | 2028年改選予定 | 2028年改選予定 | 2028年改選予定 |
| # | 氏名 | 所属政党 | 在職期間 | 選挙歴 | 任 期 |                                                                      | 任 期 | 選挙歴 | 在職期間 | 所属政党 | 氏名 | # |
| 第1部 | 第1部 | 第1部 | 第1部 | 第1部 | 第1部 | 第3部                                                                | 第3部 | 第3部 | 第3部 | 第3部 | 第3部 | |

## 註
1. ↑  Taylor & Taylor, p. 215, vol. I.
2. ↑  Taylor & Taylor, p. 240.
3. ↑  Taylor & Taylor, p. 30, vol II.
4. ↑  Burke, p. 28.
5. ↑  Taylor & Taylor, p. 94.
6. ↑  “Foraker will succeed Brice: Ohio's Republican Legislators Vote Solidly for the Ex-Governor” (PDF). The New York Times (1896年1月14日). 2018年2月19日閲覧。
7. ↑  Byrd, p. 153.
8. ↑  “SENATOR FORAKER CHOSEN”. The New York Times:  p. 3. (1902年1月15日)
9. 1 2  Walters, Everett (1948). Joseph Benson Foraker: An Uncompromising Republican. Columbus, Ohio: The Ohio History Press. pp. 283–284